# Rubin et Ed
 (juin 2023).
Le contenu est difficilement compréhensible vu les erreurs de traduction, qui sont peut-être dues à l'utilisation d'un logiciel de traduction automatique.
Pour plus de détails, voir Fiche technique et Distribution.
Rubin et Ed (Rubin & Ed) est une comédie britannique de Trent Harris, sortie en 1992 et qui dure 82 min.

## Fiche technique
- Titre original : Rubin & Ed
- Titre français : Rubin et Ed
- Réalisation : Trent Harris
- Scénario : Trent Harris
- Production : Paul Webster
- Musique : Fred Myrow
- Photographie : Bryan Duggan
- Montage : Brent A. Schoenfeld
- Société de distribution : PolyGram Filmed Entertainment
- Pays d'origine :  Royaume-Uni
- Langue : Anglais
- Format : Couleur - 35 mm
- Genre : Comédie
- Durée : 82 minutes
- Dates de sortie :
  - États-Unis : 15 mai 1992

## Distribution
- Howard Hesseman as Ed Tuttle
- Crispin Glover as Rubin Farr
- Karen Black as Rula
- Michael Greene as Mr. Busta
- Brittney Lewis as La fille du poster
- Anna Louise Daniels as La mère de Rubin
- Ray Gordon as L'homme aboyant
- Dorene Nielsen as La mère de Ed